# 雷殷薦
雷殷薦，福建宁化縣人，清朝政治人物。
康熙五十四年（1715年）乙未科進士，擔任松滋县知县。